# Highland Beach (Florida)
Highland Beach es un pueblo ubicado en el condado de Palm Beach en el estado estadounidense de Florida. En el Censo de 2010 tenía una población de 3.539 habitantes y una densidad poblacional de 1.071,7 personas por km².

## Geografía
Highland Beach se encuentra ubicado en las coordenadas 26°24′34″N 80°3′59″O / 26.40944, -80.06639. Según la Oficina del Censo de los Estados Unidos, Highland Beach tiene una superficie total de 3.3 km², de la cual 1.27 km² corresponden a tierra firme y (61.49%) 2.03 km² es agua.

## Demografía
Según el censo de 2010, había 3.539 personas residiendo en Highland Beach. La densidad de población era de 1.071,7 hab./km². De los 3.539 habitantes, Highland Beach estaba compuesto por el 97.74% blancos, el 0.34% eran afroamericanos, el 0% eran amerindios, el 0.73% eran asiáticos, el 0% eran isleños del Pacífico, el 0.51% eran de otras razas y el 0.68% pertenecían a dos o más razas. Del total de la población el 3.65% eran hispanos o latinos de cualquier raza.